# 北野誠 (タレント)
北野 誠（きたの まこと、1959年〈昭和34年〉1月25日 - ）は、日本のお笑いタレント。
大阪府大阪市城東区（現・鶴見区）出身。松竹芸能所属。旧芸名は誠、MAKOTO。

## 来歴

### 芸能界入りまで
実家は農業を営んでいる。姉が1人。幼少時から病弱だった北野は腎盂炎を患い血尿が出る度に暗澹となり、健康面での不安から安静を余儀なくされ幼稚園を中退。小学校でも運動を止められていて体育の授業は座って見ているだけの生徒であった。内向的で大人しくウルトラQ・ウルトラマン・サンダーバード・モデルガン・飛行機のプラモデル・ミニカーに夢中な子供であった。小学校低学年ごろから徐々に快方に向かい、小学校4年生の時に教師の指名で学級委員長に就任。病弱なころとは一転して快活で明るい性格になり、剣道・野球・水泳とスポーツに熱中。その後、児童会の副会長・会長を務める。
父親が日本万国博覧会開催による畑の一部の土地買い上げをきっかけに不動産売買の会社を起業。北野家の生活は裕福になるも、父親との関係性は芳しくなく、思春期には母屋を飛び出し離れで暮らすようになる。中学校3年生の高校受験勉強時、「ABCヤングリクエスト」のコーナー「ABCミッドナイト寄席」に夢中となった。その際、全校生徒を前に登場人物を教師の形態模写に代えた「狸賽」を披露して爆笑を取り、落語家を目指す事を決意。のちに「あの頃がお笑いとしてのピークだった」と述懐している。大阪市立高等学校（現・大阪府立いちりつ高等学校）時代に落語研究会へ入会。笑福亭仁鶴の「ヒットでヒット バチョンといこう!」（ラジオ大阪）の「バチョン落語大学」で「青菜」を演じ、番組内で「真打ち」とバチョンバッグを獲得する。京都産業大学では経営学部に入学し、落語サークル「落語長屋」へ入会。だが、体育会系の雰囲気で上下関係が厳しく、自由な落語を演じられなかった上に九州出身の先輩部員に大阪弁の発音を貶されたことに立腹し、退会。それから一年あまり、無為の日々を過ごす。
大学卒業間際になっても将来の展望が無かった北野は「流氷を見に行こう」と、友人とともに北海道一周の自転車旅行に出る。この旅の中で、自分が就職活動をしてサラリーマンになる事も家業を継ぐ事もできないと自覚。大学在籍中の漫才ブームの真っただ中、紳助竜介の漫才に感銘を受ける。その後、客の注目を集め実績を作りプロになる手がかりになればと、高校の同級生3人で「土着民SMショー」なるトリオを結成。イベント情報誌に出演希望の電話をかけまくり、どんな舞台にも立てるようギター片手に音楽とコントの両形式でライブハウスでも活動。この時期、彼らのステージを偶然見た城達也からライブでのお笑い要素を褒められている。このことは大きな自信となるが音楽要素に関する称賛はなかった。のちにメンバーが一人抜け、東野博昭がボケ、北野がツッコミの「誠&がっしゃん」と改名した漫才コンビを結成。「ABCヤングプラザ」（朝日放送）の素人参加企画へ出演した際に楽屋で島田紳助にプロ入りを勧められ、「素人お笑い選手権」（フジテレビ 1980年）で準優勝し、プロ入りを決意。「お笑いスター誕生!!」（日本テレビ 1981年）に出演し3週目で落選。このころの芸風はツッパリ漫才やTV番組をネタにしたものでラジオのレポーターなども務める。プロ転向の際、母が反対し親類からは芸人より高収入で安定した銀行への就職を勧められるも、父から3年間という期限付きの許しが出て大学卒業後の芸能界入りを決心。しかし、漫才コンビでの将来性と薄給を不安視した東野は教員を目指すべく北野に脱退を申し入れコンビを解散し、ピン芸人となる（なお東野はのちに構成作家となる）。

### MAKOTO時代
1980年当時の上方芸能において「タレント」や「芸人」になるには師匠となる芸人に師事し、門下生となり、付き人をしながら芸を学習する徒弟制度が通例であった。だが、学生タレントとして二足のわらじを履いていた北野は弟子入りの機会を逸する。弟子入り先を求めて吉本興業所属の前田五郎のもとへ出向くも、応対に出た弟子の柄が悪く、仮に入門すれば「先輩後輩」の関係になる事を懸念し、断念。その後松竹芸能に養成所がある事に気づき、仕事さえ取れれば直ぐに活動できる利点から松竹芸能を選択。
コンビ解散後は、「MAKOTO」の芸名で関西ローカルで活動。松竹在籍当初は吉本興業が絶大な人気を誇っており、当時の松竹芸能の社風と所属芸人独特の雰囲気に加え、角座（旧）では古参、中堅、新人がひとつの楽屋を使用していたのだが、特定の師匠の指導を受けずに活動するタレントは皆無に等しかったため、業界の慣例が分からず肩身の狭い思いをするなど苦労に見舞われた。また、楽屋の壁には昔の芸人が書いたものと思われる「シャブ打ちたい」という落書きを見て不安に駆られる。事務所独特の「居心地の良い閉塞感」から自分なりに脱却しようと桂小春（のちの桂小春団治）、笑福亭小つる（のちの笑福亭枝鶴）ら3人でジャンルレスのユニット「ギャグ性感隊」を結成。年一回、新作ネタのライブを行うという形で、業界関係者の目に止まる。TV出演当初は「学生のノリの軽佻浮薄で大げさなそぶり」というリアクション芸人さながらの行為や、「早口でギャグを捲くし立て、自分のボケに自分でつっこむ」という掛け合いしゃべくりのノリツッコミというスタイルだった。そのころは、アイドルのようにファン数十人の「追っかけ」も存在した。だがレギュラー番組終了と同時に追っかけをしていたファンはいなくなり「ファンて、こんなもんなんや」と自分のしている仕事を冷静に見つめ、しばらく仕事が無くなり肩を落とす。1981年、映画「ガキ帝国 悪たれ戦争」へ出演した際、監督の井筒和幸や出演者らと大酒を飲み、飲酒の勢いも手伝い新宿の交通標識等を集団で破壊。北野は井筒らとともに逮捕され、7日間の勾留の後に不起訴処分となる事件も起こしている。
漫才時代からの持ちネタを活かし、当時人気を博した「スチュワーデス物語」や「川口浩探検隊」などのTV番組へ主観や客観に基づく断定で「ツッコミ」を入れるスタイルで活動。この芸風がのちに竹内義和と出会うきっかけとなる。他の芸風として「大阪の種馬」、「浪速の竿師」、「時代のトリック・スター」などの二つ名を持ち、「どんな手段を講じてでも性的欲求不満を埋めたい、男性視点の野卑な恋愛攻略論」等のトークを披露した。当時の実家には駆け出しで無名だった生瀬勝久、古田新太、羽野晶紀、久本雅美、中川勝彦ら、さまざまな友人知人がたむろし、鍋や麻雀、雑談、酒盛りなどに興じる。古田新太や笑福亭鶴瓶が持つ才能と彼我の差を感じて苦しみ、芸人としての方向性を模索する。
1985年暮れ、北野がフグを食べに行こうと誘ったその日に、父親が焼身自殺。葬式を執り行った後、遺産と借金の整理に追われ自宅を残し土地のほとんどを売却する。会社の借金を個人が弁済する義務を回避することもできたが、TVで仕事をする上で後々債権者らに難癖をつけられる事を嫌い、返済期間を1年と区切り、弁護士と母を説得して抵当に入っていた土地を手放し債権者に割り当てる。父親の会社は経営的な破綻を起こしており、遺書も残さず死に至った直接原因が不明だったことに加え、煩雑な債権処理に忙殺され北野の芸風は雑なものとなっていく。改編で出演番組が終了した後は新規レギュラーが獲得できず、徐々に貧しくなっていった。表情が乏しく陰鬱な雰囲気の北野に周囲は距離を置き、あまりの憔悴振りを見かねたやしきたかじんと嘉門達夫が、北野の起用を渋る局側を説得し自身の番組に度々ゲスト出演させる。この時期にABCの新入社員であった板井昭浩がラジオの新番組立ち上げ構想を北野に打ち明ける。「探偵!ナイトスクープ」では嘉門達夫の推薦もあり新探偵として番組初期から中途加入。周囲が機転を利かし局長秘書が抜けた代役に北野の実母を充てたりと、同番組が高視聴率番組に成長した事がきっかけで認知度も上がり、塞ぎがちだった気分も落ち着き、平素のように振舞えるようになる。1988年4月からは、自身のアイデンティティともいえる「誠のサイキック青年団」がスタートする。なお父親の自殺は当時ほとんど公にしておらず、のちに「いつみても波瀾万丈」（日本テレビ、2003年）のゲスト出演時にこの件に触れている。
1988年、北島三郎の次男である大野誠が、ロックバンド「1st BLOOD」のボーカル“MAKOTO”として活動を始めたため、芸名が重複する北野が大野に譲る形で芸名を本名に改めた。

### 北野誠時代

#### 無期限謹慎まで
1990年初頭には上岡龍太郎、やしきたかじんに続き、大阪を拠点に名古屋・東京と活動範囲を広げる。しかし、東京でレギュラー出演していた番組がやらせや予算削減・低視聴率・過剰演出などにより相次いで打ち切られる。さらに東京（全国ネット）における番組収録において、台本に書かれた詳細なコメントやネタに則って番組進行される場面を幾度となく目の当たりにし、自身の芸風が入り込む余地がほぼないことに苦慮。東京での認知度はさほど定着せず、友人知人を作るのに苦心。1992年に結婚。仲人はキダ・タロー夫妻。のちに一男一女を授かる。
1993年、ラジオ番組「誠のサイキック青年団」のトークにて、山本リンダのヘアヌード写真集を酷評。それを受けた山本側が番組に対し1億円の損害賠償を請求。同番組パーソナリティの竹内義和とともに、在京マスコミが多数集まる中で山本同席での公開謝罪会見を行った。一方で、この一件によって北野の東日本における知名度が上がり、「番組中に問題発言を行うおそれのあるお笑いタレント」として、「邦子がタッチ」などのTV番組がコメンテーターで起用するようになった。大阪では、やしきたかじんや桂小枝ら共演者から「また訴えられたいんか」などとツッコまれるのが一つのネタとして当時使われていた。
以後、トゥナイト2への出演を機にTVやラジオの司会、コメンテーター、レポーターとしても活躍。一方で自身の番組や個人の公開イベントの企画制作や都市伝説等のオカルト関係、株式セミナー、競馬予想、落語の高座、恋愛指南、著述、など広範囲なジャンルで活動を行うようになる。
2009年春、松竹芸能は「誠のサイキック青年団」及び関連イベント内の不適切な発言により、関係者らに対し迷惑を掛けたとして処分を下し、4月28日の記者会見までに北野出演の番組を順次降板。北野は「自主的に決めた事」としてこの処分を受け止め、同年4月28日付けをもって無期限謹慎となった。「ごごイチ」（CBCラジオ）を最後にメディア媒体への露出は無くなる。不適切発言の内容は「ある宗教団体を批判した」「バーニングプロダクションの周防郁雄社長の悪口を言った」などさまざまな説が流れた。なお竹内義和のブログ「竹内義和のどきどきブログ」（2009年5月20日分の記述）では、不適切発言の大半は竹内自身に原因がある事を明かし、マスコミに要らぬ誤解を与え、問題が大きくなるのを回避するため結果的に北野に責任を負わせるような形になったと説明。北野と同じく竹内もメディアへの露出は自重する旨を告知している。

#### 無期限謹慎解除後
2010年2月15日、松竹芸能執行役員会は、同20日付で北野の謹慎解除を決定。謹慎は約1年弱で解除。同日昼の通天閣劇場TENGEKIに出演し、謹慎期間中はやしきたかじんや松村邦洋に世話になったこと、野菜ソムリエ・足裏療法士などの資格取得した旨などを語った。テレビには2010年2月27日放送の『たかじん胸いっぱい』（関西テレビ）にて復帰。
2010年4月から無期限謹慎に入る直前まで出演を続けていたCBCラジオで復帰後初のラジオレギュラーとなる「北野誠と原武之の日曜だもの」が始まる。2010年7月、小学生時代からの親友、大谷信一のプロデュースによりワインバーを出店。2012年4月からはCBCラジオで平日の昼ワイド番組「北野誠のズバリ」が始まり、以降は東名阪を往復する生活を送っている。
2018年2月、長男に子どもが誕生したことを「北野誠のズバリ」で公表した。北野にとっては初孫である。
2019年11月15日、CBCラジオに長年貢献した功績を認められ、第30回CBC小嶋賞の受賞が決定。同年12月13日の授与式では、横山たかし（同年6月死去）の金ピカスーツを着用した。
2021年1月20日「角田龍平の蛤御門のヘン」で、2026年に板井昭浩がABCを退職後、自身のみが知る謹慎の真相を明らかにするとした。
2021年9月22日、新型コロナウイルス感染を公表。

## 交流のある人物
- キダ・タロー - 北野夫妻の仲人。
- 上岡龍太郎 - 「探偵!ナイトスクープ」初代局長。
- やしきたかじん - 「たかじん ONE MAN」の名物企画「THE まいど」で共演。
- 笑福亭鶴瓶 - 大学の先輩。「突然ガバチョ!」以来の親交。
- 嘉門達夫・笑福亭笑瓶・桂雀々 - ともに関西出身で、北野とは年齢やデビュー時期、芸歴が近いこともあり駆け出しのころから友人関係を続け、現在も公私に渡り親交がある。
- 西田敏行 - 「探偵!ナイトスクープ」二代目局長。
- 岡部まり - 「探偵!ナイトスクープ」元秘書。
- 桂小枝 - 「探偵!ナイトスクープ」では、ともに初期から番組を支える探偵（リポーター）。
- 立原啓裕 - 同上
- 生瀬勝久 - 同上
- 古田新太 - 羽野、きんた・ミーノらとともに「ヤンタン」で共演。
- 牧野エミ
- 羽野晶紀
- みやなおこ - 「真夜中のラジオジャンキー」で竹内義和とともに出演。「サイキック青年団」「探偵ナイトスクープ」「ナイトinナイト」でも共演。
- 中橋かおり - 「ツー快」では木曜から月曜への曜日異動をはさみ、番組歴代DJコンビ最長の7年（2008年9月）に渡り、北野のアシスト役を務めた。
- つボイノリオ - 「ツー快」の前の時間帯に放送されている「つボイノリオの聞けば聞くほど」のメインパーソナリティー。
- 森本毅郎 - 「噂の!東京マガジン」メイン司会者。
- 石川次郎 - 北野がかつて長年レギュラー出演していた「トゥナイト2」メイン司会者。
- 竹内義和 - 「誠のサイキック青年団」のパーソナリティ。
- 平野秀朗 - 「誠のサイキック青年団」で共演。
- 山口良一 - 「噂の!東京マガジン」を初期よりともに支えたレギュラー。
- 清水国明 - 同上。大学の先輩でもある。
- 渡辺美里 - 「ヤンタン」で共演。得意の下ネタで渡辺を泣かせたことがある。
- 桂小春団治 (3代目) - 大阪市立高校時代の先輩。
- 川下大洋 - 同学年。食卓の大冒険で共演経験があり交友を持つ。
- 中川勝彦 - 北野の実家（大阪）でギターやピアノを弾くなど親交が深く、中川の音楽の方向性について語り合っていた。当時、中川の極秘結婚と中川翔子の誕生を知っていた数少ない人物。
- 兵藤ゆき - ヤンタンキンド館パーソナリティ。
- きんた・ミーノ - コミックバンド志向か正当派なのか煮え切らない曖昧な方向性に北野が激怒。
- 風見しんご - 「しんごちゃん」と呼ぶ仲。
- みうらじゅん - 『北野誠の世紀の雑談』では最多の16回のゲスト出演。「じゅんちゃん」と呼ぶ仲。
- 天野♥こころ - 『トゥナイト2』の企画でスカウトしたAV女優。北野が命名。
- 武藤敬司 - プロレスファンということで親交がある。
- 原武之 - 弁護士。「ツー快!お昼ドキッ」で初共演。以降「北野誠と原武之の日曜だもの」や「北野誠のズバリ」でも共演。

## 出演

### 現在
- 「北野誠のおまえら行くな。」シリーズ（エンタメ〜テレ）2011年 -
- 北野誠のズバリ（CBCラジオ）2012年4月2日 -
- 北野誠のズバリ サタデー（CBCラジオ）2016年4月2日 -
- 北野誠の深夜の雑談（CBCラジオ）2020年10月12日 -

### 不定期 出演
- 角田龍平の蛤御門のヘン（KBS京都ラジオ） - 「真夏（真冬）のサイキック ミーティング」として、竹内義和と共に年2回 出演[注釈 6]。
- 北野誠の茶屋町怪談（MBSラジオ）2015年 -
- 遂者の誠なる失敗（J:COMチャンネル関東）

### 過去

#### テレビ
情報・ワイドショー・討論番組
| 期間           | 期間          | 番組名                                                    | 役職                                           |
| -------------- | ------------- | --------------------------------------------------------- | ---------------------------------------------- |
| 1988年10月     | 1992年3月     | 晴れ時々たかじん（ABCテレビ）                             | 月曜日パートナー出演                           |
| 1989年10月     | 2012年3月     | 噂の!東京マガジン（TBSテレビ）                            | レギュラー出演→（一時降板）→準レギュラー出演   |
| 1992年4月      | 1992年12月    | 超近未来遭遇!! どーなるスコープ（読売テレビ）             | レポーター                                     |
| 1993年3月      | 1995年3月     | わいど!ウオッチャー→ウオッチャー（TBSテレビ）             | レギュラー出演                                 |
| 1994年4月      | 2002年3月     | トゥナイト2（テレビ朝日）                                 | 火曜日レギュラーリポーター                     |
| 2000年4月7日   | 2004年3月26日 | 2時ドキッ!（関西テレビ）                                  | 金曜日コメンテーター                           |
| 2002年7月      | 2009年4月     | やじうまプラス（テレビ朝日）                              | コメンテーター                                 |
| 2004年4月      | 2005年3月     | 大須ぱっぱ屋→ぱっぱ屋（メ〜テレ）                         | 隔週月曜日→月曜日ゲストMC                      |
| 2004年4月      | 2005年3月     | あん!（毎日放送）                                         | 火曜日コメンテーター                           |
| 2004年10月     | 2005年2月     | 教えて!ウルトラ実験隊（テレビ東京）                       | ウルトラ実験隊員側でのレギュラー出演           |
| 2005年4月      | 2006年3月     | っちゅ〜ねん!（毎日放送）                                 | 火曜日コメンテーター                           |
| 2005年10月6日  | 2006年3月30日 | ラジかる!!（日本テレビ）                                  | 木曜日レギュラー出演                           |
| 2005年11月11日 | 2006年7月28日 | 激テレ★金曜日（読売テレビ）                               | パネリスト出演                                 |
| 2006年4月7日   | 2009年3月27日 | ラジかるッ（日本テレビ）                                  | 金曜日コメンテーター                           |
| 2006年8月      | 2009年4月     | 情報ライブ ミヤネ屋（読売テレビ）                         | 隔週水・隔週金曜日→金曜日→水曜日パネリスト出演 |
| 2007年4月      | 2007年9月     | スーパーモーニング（テレビ朝日）                          | コメンテーター                                 |
| 2007年12月     | 2008年8月     | マネーウォッチ（Stock Voice・BS11デジタル）               | 水曜日コメンテーター                           |
| 2010年3月      | 2012年3月     | あっぷ&UP!（関西テレビ）                                  | 不定期出演                                     |
| 2010年3月      | 2012年3月     | かんさい情報ネットten!（読売テレビ）                      | 不定期出演                                     |
| 2013年8月31日  | 2015年9月     | 激論!コロシアム 〜これでいいのか?ニッポン〜（テレビ愛知） | レギュラーコメンテーター                       |

バラエティ・スポーツ関連・配信番組
- 突然ガバチョ!（毎日放送）
- たかじんONEMAN（毎日放送）※準レギュラー
- 晴れ時々たかじん（ABCテレビ）
- 探偵!ナイトスクープ（ABCテレビ）
- ビショップinナイト（ABCテレビ）
- リビドーの乱（ABCテレビ）
- 痛快! ゴリオシズム宣言（ABCテレビ）
- 清貧TV（ABCテレビ）※準レギュラー
- 鶴瓶と花の女子大生（関西テレビ）
- 本気ナイトパフォーマンス（関西テレビ）
- たかじん胸いっぱい → 昼間っから激論バラエティ 胸いっぱいサミット!（関西テレビ）
- ザ・言うたもんマッチ（関西テレビ）
- 乗ってけ!北野誠タクシー（関西テレビ）
- ビバッ!! 北野家族（関西テレビ）
- 恋愛情報バラエティー・ウソか!?誠か!?（関西テレビ、BSフジ）
- 幸せさがしバラエティ 花モ、嵐モ!!（関西テレビ）
- 北野誠のええモンおまっせ （読売テレビ）[注釈 8]
- 萬金譚ドラドラ（日本テレビ）
- CAPA（日本テレビ）[注釈 9]
- ナイトエキスプレス（日本テレビ）
- ナイトエキスプレスII（日本テレビ）
- M10（マグニチュード テン）（テレビ朝日）[注釈 10]
- タモリ倶楽部（テレビ朝日）※短期 準レギュラー
- ウイニング競馬（テレビ東京）
- 5時SATマガジン（中京テレビ）
- まことのぶっちぎりナイト（テレビ和歌山）
- ありえないXX（GyaO）※ウェブ配信 [注釈 11]
- 北野誠の測ってボカン! ※web配信[13]
- 北野誠のくらべてボカン! ※web配信[13]
- 北野誠のカタ破り!カタチ研究所 ※web配信[14]
- 北野誠のおまえら聴くな。（ニコニコチャンネル）2011年

#### ラジオ
- 真夜中ギンギラ大放送（ラジオ関西）
- MAKOTO 笑瓶 雀々のギンギラ・セントラルパーク（ラジオ関西）
- 誠のサイキック青年団（ABCラジオ）
- 立原啓裕 噂のダイヤル1008（ABCラジオ、金曜）
- 北野誠 昼ドキ! ワイド1008（ABCラジオ、金曜）
- 誠のHONKY TALK（ABCラジオ）
- MAKOTOの夜はイタダキ（MBSラジオ・関西放送制作、JRN系とNRN系の民放ラジオ局へネット。[1][注釈 12]
- MBSヤングタウン（MBSラジオ、担当は水曜 → キンド館 → 水曜 → 土曜、出演期間は1984年4月 - 1991年9月）[1]
- マツダ・イッツ・ア・パーティー → マツダ・ウィークエンドパーティー（MBSラジオ）[1]
- 一撃! ネオ・ラ・ジオ（MBSラジオ）[注釈 13]
- こんちわコンちゃんお昼ですょ!（MBSラジオ）
- OBCヤングラジオ（ラジオ大阪）
- 北野誠の大胆!ヒルマーノ（TBSラジオ、1995年10月 - 1997年3月）
- 痛快ときめきバラエティ 北野誠の突撃ラジオ（TBSラジオ、1997年4月 - 12月）
- 北野誠の世紀の雑談（TBSラジオ、1998年1月 - 2003年3月）※月1回放送
- 真夜中のハーリー&レイス（ラジオ日本、2011年4月26日）
- ツー快!お昼ドキッ（CBCラジオ、月曜）
- ごごイチ（CBCラジオ、月曜）
- 北野誠と原武之のもしも裁判員!（CBCラジオ）
- お悩み解決バラエティ 北野誠と原武之の 日曜だもの（CBCラジオ）
- 丹野みどりのよりどりっ!（CBCラジオ、火曜 サブ パーソナリティ）
- おっ三ラジオ（CBCラジオ）
- 誠と拓海はディナーのあとで（CBCラジオ）
- 北野誠のFXやったるで!（ラジオNIKKEI第1放送）2011年12月6日 - 2017年3月29日）
- 北野誠のトコトン投資やりまっせ。[15]（ラジオNIKKEI第1放送、2018年4月4日 - 2023年3月29日）

#### ドラマ
- てるてる家族（NHK総合）
- 科捜研の女（テレビ朝日）
- 京都殺人案内（朝日放送）

#### CM
- 気配りゴールド
- 大学受験・北斗塾（北斗塾）
- トヨタ・プリウス（トヨタ自動車）[注釈 14]
- BOSSレインボーマウンテン（サントリー、2008年）

#### ゲーム
- 上岡龍太郎・北野誠の探偵ゲーム（日本フレックス 1997年）

#### 映画
- ガキ帝国（1981年）
- ガキ帝国 悪たれ戦争（1981年） - 佐々木辰則（脱サラで自宅兼店舗のモスバーガー店を営む夫婦の息子）※諸事情で封切り早々、公開中止[注釈 15]。
- TATTOO＜刺青＞あり（1982年） - 電気屋の店員 ※宇崎竜童、植木等と共演。
- パーフェクトブルー（1998年） - レポーター（※特別出演[16]）
- 超米子級大特撮巨編 ネギマン（2011年監督 赤井孝美） ‐ 戦車隊長

## 書籍

### 単著
- 『噂の定番―世紀末のキーワード・噂のメカニズムを科学する』（1990年3月、メタモル出版）ISBN 978-4895950084
- 『変愛論―「バカヤロー」な男と「ドアホ」な女に捧げる愛のレクイエム』（1991年1月、メタモル出版）ISBN 978-4895950206
- 『なめとんか!』（1992年2月、メタモル出版）ISBN 978-4895950350
- 『微熱患者の友』（1993年7月、メタモル出版）ISBN 978-4895950541
- 『噂の定番 新装開店版―バカバカしくて誰もやらなかった噂のメカニズムをまじめに科学しました』（1994年12月、メタモル出版）ISBN 978-4895950893
- 『どつかれたんねん―北野誠の存在証明』（1995年4月、小学館）ISBN 978-4093483117
- 『死んだら、あかん!』（2009年3月、メタモル出版）ISBN 978-4895956758
- 『なんぼ儲けたいんや!? 超ＦＸ術 月20万の小遣い補完計画』（2010年10月26日、竹書房）ISBN 978-4812443293

### 共著
- 竹内義和『プロレス・論』（1997年4月、ぶんか社）ISBN 978-4821105403
- 竹内義和『ザ・サバト―不条理マニュアルBOOK』（1997年8月、プラザ）ISBN 978-4878921278
- 岡部まり『二人よがりの恋愛論』（1998年4月、講談社）ISBN 978-4062091978
- 岡部まり『失敗しないための結婚ナビゲーション』（1999年4月、プラザ）ISBN 978-4878921674
- 平井浩一『G1完全制覇読本〈’99〉』（1999年4月、プラザ）ISBN 978-4878921698
- 竹内義和『おまえが言うな。―私的ニッポン改造論』（2001年8月、主婦と生活社）ISBN 978-4391125450
- 竹内義和『おまえが言え。―ニッポン待ったなし!』（2002年3月、主婦と生活社）ISBN 978-4391126242
- 竹内義和『おまえが言うな。2002―暴論の自由』（2002年7月、主婦と生活社）ISBN 978-4391126709
- 青木雄二『独断・これが日本だ。』（2003年2月、幻冬舎）ISBN 978-4344403291
- 山本伸『60分でわかる株のツボ』（2004年5月1日、ベストブック）ISBN 978-4831400772
- 一条ゆかり『不幸になるには理由(わけ)がある―正しい恋愛の掟』（2004年2月、主婦と生活社）ISBN 978-4391129205

### おまえら行くな。シリーズ
- 加藤一『北野誠怪談集 おまえら行くな。』（2006年6月30日、マイクロマガジン社）ISBN 978-4896372366
  - 【改題】『おまえら行くな。死導編』（2011年2月28日、竹書房）ISBN 978-4812444801
- 加藤一『続おまえら行くな。〜北野誠怪異体験集』（2007年6月1日、マイクロマガジン社）ISBN 978-4896372557
- 『おまえら行くな。黄泉帰り編』（2010年7月26日、竹書房）ISBN 978-4812442975
- 『おまえら行くな。冥府巡り編』（2011年6月24日、竹書房）ISBN 978-4812446225
- 『おまえら行くな。異界探訪編』（2012年6月、竹書房）ISBN 978-4812449721
- 『北野誠のおまえら行くな。突撃!恐怖スペシャル』（2012年7月31日、竹書房）ISBN 978-4812490020
- 『おまえら行くな。犬神祟り編』（2013年6月29日、竹書房）ISBN 978-4812495186
- 『北野誠の実話怪談 おまえら行くな。畜生道編』2015年3月28日、竹書房）ISBN 978-4801902367

## 映像

### VHS
- 『北野誠の新青年計画』（1992年7月、S・C・C）ISBN 978-4900664012
  - 北野誠の新青年計画（1992年2月、SCC-1001）
  - 北野誠の新青年計画2（1992年4月、SCC-1002）
  - 北野誠の新青年計画3（1992年5月、SCC-1003）
  - 北野誠の新青年計画4（1992年8月、SCC-1004）
  - 北野誠の新青年計画 特別編（SCC-2001）

### DVD
- 竹内義和『北野誠×竹内義和 “濃い口”トークラジオ』（2008年8月30日、ビクターエンタテインメント）

## ディスコグラフィ

### 8cmCDシングル
- 北野誠と白石まるみ『だまされごっこ』（1996年9月21日、ビクターエンタテインメント、VIDL-10806）